# Llengua pastissera

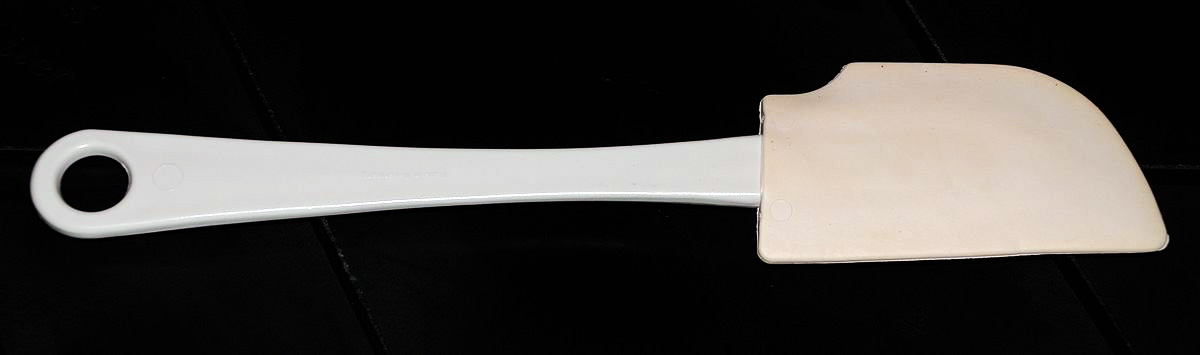
Una llengua pastissera

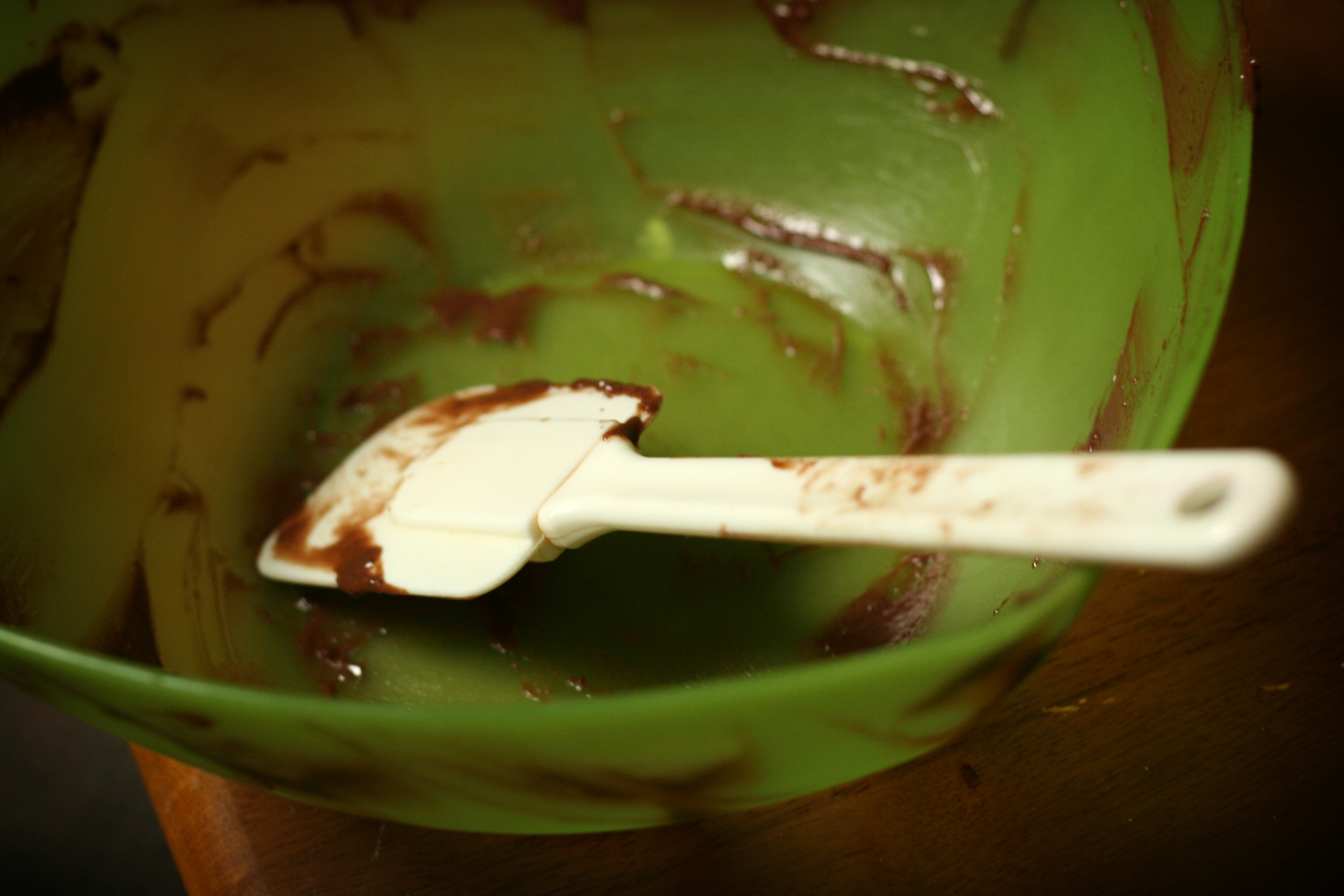
Una llengua pastissera utilitzada per a netejar un bol

Una llengua pastissera, espàtula llengua o llengua és un estri de cuina usat sobretot en la pastisseria. Consisteix en un mànec amb un cap de silicona o algun altre material flexible amb una cara recta i l'altra corbada. A part de servir per a remenar i barrejar ingredients, permet de netejar bols i superfícies. Gràcies a la seva flexibilitat, s'adapta a les superfícies a netejar i serveix per a recollir pastes o altres substàncies viscoses.